# 傑弗里斯海崖
傑弗里斯海崖（英語：Jeffries Bluff），是南極洲的海崖，位於帕爾默地的拉西特海岸，處於坎普半島的最南端，在1940年12月由美國研究隊發現，現時由南極條約體系管理。